# Helena Shearer
Helena Paulina Shearer, apellido de soltera Downing, (1842, 8 de marzo de 1885) fue una sufragista y socialista irlandesa en Inglaterra.

## Biografía
Downing nació en Dublín cerca de 1842, sus padres fueron Washington Downing, un obrero y Mary Frances Downing, una reconocida poeta y nacionalista irlandesa. La familia se mudó a Londres en 1848.
Contrajo matrimonio el 24 de noviembre de 1881 con el contador John Shearer en Bradford, Yorkshire y pudo haber sido parte del Comité de Propiedad de mujeres casadas.

## Trayectoria
Ella estaba en 1875 en el comité ejecutivo de la Liga Mundial de Comercio Femenino de Emma Patterson, donde mostró su conocimiento de legislación laboral y en hacer campañas para el sufragio femenino y también habilidades para la oratoria pública. Ella también se desempeñó en la Asociación de Vigilancia y modificación de leyes en los aspectos que son injuriosos para la mujer.
En 1879, ella se presentó a elecciones para la Junta Escolar de Tower Hamlets, donde propuso educación gratuita y laica y más control democrático. A pesar de algunos buenos apoyos ella terminó última y sus críticos la culparon de exceso de confianza.
En 1881 dio un discurso en una plataforma electoral en Leicester.
Se postuló para ser "Poor Law Guardian" en Islington y fue elegida siendo una de las primeras seis mujeres en ser elegidas en este cargo. Era un puesto ocupado tradicionalmente por hombres pero posteriormente fue descalificada. Ella se dio cuenta de que necesitaba ser contribuyente y para esto necesitaba una propiedad a su nombre. Las autoridades le negaron el pago de impuestos por lo tanto no calificaba.
Falleció en Stoke Newington de tuberculosis en 1885.